# Алберт Ајнштајн
Алберт Ајнштајн (Улм, 14. март 1879 — Принстон, 18. април 1955) био је теоријски физичар и универзитетски професор. Ајнштајн је један од највећих умова и најзначајнијих личности у историји света.
Алберт Ајнштајн је формулисао специјалну и општу теорију релативности којима је револуционисао модерну физику. Поред тога, допринео је напретку квантне теорије и статистичке механике. Иако је најпознатији по теорији релативности (посебно по еквиваленцији масе и енергије ²), Нобелова награда за физику му је додељена 1921. године за објашњење фотоелектричног ефекта (рада објављеног 1905. у Annus Mirabilis или „Години чуда”) као и за допринос развоју теоријске физике. У народу, име „Ајнштајн” је синоним за човека високе интелигенције или за генија.
Предмет његових истраживања су биле капиларне силе, специјална теорија релативности (којом је ујединио законе механике и електромагнетике), Општа теорија релативности (уопштење Специјалне теорије којим обухваћено убрзано кретање и гравитација), космологија, статистичка механика, Брауново кретање, критична опалесценција, вероватноћа електронских прелаза у атому, проблеми пробаблистичке интерпретације квантне теорије, термодинамика светлости при малој густини зрачења, фотоелектрични ефекат, фотолуминисценција, фотојонизација, Волтин ефекат, секундарни катодни зраци, закочно зрачење, стимулисана емисија зрачења, обједињене теорије поља, унификација базичних физичких концепата преко њихове геометризације итд.

## Биографија

### Детињство и средњошколско доба
Алберт је рођен 14. марта 1879. године, отприлике у 11.30 часова пре подне, у јеврејској породици, настањеној у граду Улм у области Виртемберг, Немачко царство, што је око 100 km источно од Штутгарта. Његов отац био је Херман Ајнштајн, по занимању трговац, који се касније бавио електрохемијским пословима, а мајка му је била Паулина Ајнштајн, девојачко Кох. Они су се венчали у Штутгарт-Бад Канштату. По Албертовом рођењу, његова мајка наводно је била заплашена, јер је мислила да је глава њеног новорођенчета превише велика и да је лоше обликована. Пошто је величина његове главе, чини се, била мање вредна запажања како је он бивао старији, (што је очигледно са свих Ајнштајнових фотографија на којима се види да му је глава била пропорционална величини тела у свим периодима живота), ову његову „особину” на даље су третирали као неку врсту „бенигне макроцефалности” односно сматрали су да „пропорције његове главе” нису ни у каквој вези са неком евентуалном болешћу, нити да имају било каквог утицаја на његове когнитивне-сазнајне способности.
Још један, познатији, аспект Ајнштајновог детињства представља чињеница да је он проговорио касније него већина просечне деце. Ајнштајн је сам тврдио да није проговорио пре своје треће године и да је и тада то невољно чинио све до узраста од девет година (видети део „Спекулације и контроверзе”). Због овог Ајнштајновог закаснелог развоја говорних способности и његове касније дечачке склоности да избегава сваку тему у школи која му је досадна, а да се интензивно концентрише само на оно што га интересује, неки од његових познавалаца из тог времена, као на пример једна породична кућна помоћница, сугерисали су чак да је он можда „ретардиран”. Ово последње запажање није, међутим, било и једино у Ајнштајновом животу које је ишло за тим да му се прикаче некакви контроверзни епитети или да се етикетира неком „патолошком налепницом” (видети опет „Спекулације и контроверзе”). Пошто се нико од чланова Албертове породице није строго придржавао јеврејских верских обичаја, и за њега је било дозвољено да похађа Католичку основну школу. Иако му се у почетку нису баш свиђале све лекције које је чуо у тој школи, а неретко их је и прескакао, он је касније, на пример, често налазио велико задовољство и утеху у Моцартовим виолинским сонатама.
Када је Ајнштајну било пет година, његов отац му је показао мали џепни компас и Ајнштајн је тада схватио да нешто у „празном” простору делује на магнетску иглу компаса, да би касније овај доживљај описао као највећи откривачки догађај његовог живота. Он је, забаве ради, правио моделе и механичке справице показујући тако одмалена велике техничке и математичке способности.
Почев од године 1889, студент медицине по имену Макс Талмуд, који је четвртком увече посећивао Ајнштајнове у току шест година, је упознавао Ајнштајна са кључним научним и филозофским текстовима, укључујући Кантову Критику чистог ума. Двојица од његових ујака на даље ће „хранити” ову његову интелектуалну радозналост, током његовог каснијег детињства и периода ране адолесценције, набављајући му или му препоручивајући за читање књиге из области науке, математике и филозофије. Ајнштајн је похађао Луитполд гимназију (Luitpold Gymnasium), где је стекао релативно напредно и за то време модерно образовање. Са учењем математике започео је негде око дванаесте године, 1891, учећи самостално из школских уџбеника Еуклидову геометрију у равни, а инфинитезимални рачун почео је да изучава четири године касније. Ајнштајн је схватио колика је моћ аксиоматског, дедуктивног, размишљања проучавајући Еуклидове „ Елементе”, које је он називао „светом геометријском књижицом” (према тврђењу Макса Талмуда). Док је био у гимназији, Ајнштајн се често сукобљавао са школским ауторитетима и вређао управу, верујући да је дух учења и креативног размишљања изгубљен услед настојања на чистој меморизацији градива.
Године 1894, након пропасти електрохемијских послова његовог оца Хермана Ајнштајна, Алберт се сели из Минхена у Павију, италијански град близу Милана. Ајнштајнов први научни рад, под називом Истраживање стања етра у магнетском пољу, био је уједно тада написан и за једног од његових ујака. Алберт је остао у Минхену желећи да заврши школу, али је завршио само један семестар, пре него што је напустио гимназију у пролеће 1895, да би се придружио својој фамилији у Павији. Он напушта школу годину и по дана пре завршних испита, не говорећи о томе ништа својим родитељима, уверавајући школску управу да му дозволе одлазак уз помоћ лекарског уверења добијеног од једног пријатељски настројеног доктора. Али то је уједно значило и да неће добити сведочанство о завршеној средњој школи. Те године, у узрасту од 16 година, он предузима мисаони експеримент познат као „Ајнштајново огледало” (”Albert Einstein's mirror”). Зурећи у огледало, он је покушавао да докучи шта би се десило са његовом огледалском сликом ако би он почео да се креће брзином светлости. Његов закључак, да је брзина светлости независна од брзине посматрача (брзине њеног извора), који је, између осталог, био подстакнут и овим размишљањем, касније ће постати један од два постулата специјалне релативности.
Мада је показао одличан успех на математичком и научном делу пријемног испита за упис на Савезни политехнички институт у Цириху, данашњи ЕТХ Цирих, његов неуспех у делу испита из слободних вештина осујетио је ове његове планове. Његова породица шаље га тада у Арау у Швајцарској да заврши средњу школу, тако да постаје јасно да он неће бити инжењер електротехнике, као што се његов отац дотада надао. Тамо, он слуша повремена предавања из Максвелове електромагнетске теорије и коначно прима своју диплому септембра месеца 1896. године. У то време он је био на становању у породици професора Јоста Винтелера (Jost Winteler) где се заљубљује у Софију Марију-Јану Аманду Винтелер (Sofia Marie-Jeanne Amanda Winteler), обично помињану као Софија или Марија, ћерку професора Винтелера и Ајнштајнову прву драгану. Ајнштајнова сестра Маја, која је вероватно била њему најближа особа од поверења, касније ће се удати за Винтелеровог сина Пола, а Ајнштајнов пријатељ Мишел Бесо (Michele Besso) ожениће Винтелерову другу кћерку, Ану. Ајнштајн се затим уписује на Савезни политехнички институт, у октобру месецу, и прелази у Цирих, док Марија одлази у Олсберг у Швајцарској где је чека посао учитељице. Исте године, он обнавља своје виртембершко држављанство.
У јесен 1896, Српкиња Милева Марић започиње своје студије медицине на Универзитету Цирих, да би се већ после првог семестра пребацила на Савезни политехнички институт где, као једина жена уписана те године, студира на истом смеру као и Ајнштајн. Милевино дружење са Ајнштајном развиће се у праву љубавну романсу током следећих пар година, и поред повике његове мајке којој је сметало то што је она превише стара за њега и што није Јеврејка.
У 1900. години, Ајнштајн је стекао диплому Савезног политехничког института која му је омогућавала да се бави наставним радом. Исте године он пријављује за објављивање свој први рад о капиларним силама, под насловом Folgerungen aus den Capillaritätserscheinungen, или у преводу Резултати посматрања капиларних појава (може се наћи у „Аналима физике” том 4. pp. 513). У овом свом раду, он покушава да уједини различите законе физике, дакле чини покушај у ономе што ће без прекида настојати да чини током целог свог живота. Преко свога пријатеља, инжењера Мишела Бесоа, Ајнштајн ће се упознати са делом Ернста Маха, којег ће касније називати „најбољом резонаторском кутијом Европе” за физичке идеје. Током тог времена, Ајнштајн размењује и дели своја научна интересовања са групом блиских пријатеља, укључујући Бесоа и Марићеву. Они тада сами себе називају „Олимпија Академијом”. Ајнштајн и Марићева добијају у то време ванбрачну ћерку, Лизерл Ајнштајн (Lieserl Einstein), рођену јануара 1902. Судбина овога детета до данас је непозната. Неки верују да је она умрла одмах по рођењу, док други верују да су је родитељи дали на усвајање.

### Запослење и докторат
Ајнштајн после дипломирања није могао одмах да нађе наставничко запослење, понајвише зато што је као младић својом дрскошћу очигледно иритирао већину својих професора. Отац пријатеља са класе зато му је помогао да се домогне запослења као помоћни технички испитивач у Швајцарском бироу за патенте 1902. године. Ту је Ајнштајн процењивао вредност патената разних проналазача, који су се пријављивали у овај биро, као и могућности примене тих патената у техничким уређајима, радио је дакле посао који је ипак захтевао познавање његове струке, физике. А посебно је био задужен да оцењује патенте који су у некој вези са електромагнетским уређајима. Он је такође морао овде да научи како да распозна суштину примене патента упркос понекад веома штуром опису, а и његов директор поучио га је како „самог себе да изрази коректно”. Док је оцењивао практичност њиховог рада он је повремено и исправљао грешке у њиховим дизајнима.
Ајнштајн се оженио са Милевом Марић 6. јануара, 1903. Ајнштајнова женидба са Марићевом, која је била математичарка, представљала је у исто време и лично али и интелектуално партнерство и везу. За Милеву Ајнштајн је говорио: „Она је створење једнако мени самом и које је једнако независно и јако као што сам и ја”. Роналд Кларк (Ronald W. Clark), Ајнштајнов биограф, тврди да дистанца која је постојала у Ајнштајновом браку са Милевом, за њега била преко потребна, јер да би употпунио свој рад он је морао да постигне неку врсту интелектуалне изолације. Абрам Јофе (Abram Joffe), совјетски физичар који је познавао Ајнштајна, у једној смртовници пише о њему „Аутор радова из 1905 био је... бирократа у Патентном бироу у Берну, Ајнштајн-Марић”, и ово је недавно било узето као доказ сарадничке стране њихове везе. Међутим, према Алберту Мартинезу (Alberto A. Martínez) из Центра за студије Ајнштајна Универзитета Бостон, Јофе је једино тиме приписао ауторство Ајнштајну, јер, како он мисли, био је то уврежени швајцарски обичај да се додаје женино презиме иза мужевљевог имена. Ипак, размере Милевиног утицаја на Ајнштајново дело још увек су контроверзно и дискутабилно питање.
Године 1903, Ајнштајново запослење у Швајцарском патентном бироу постало је стално, мада га је унапређење мимоишло све док „се у потпуности не усаврши за машинску технологију”. Он стиче свој докторат под менторством Алфреда Клајнера (Alfred Kleiner) на Универзитету Цирих, након пријављивања своје докторске тезе под називом Једно ново одређивање молекуларних димензија (Eine neue Bestimmung der Moleküldimensionen) у 1905. години.

#### научни радови
Током 1905. године, у своје слободно време, он је написао четири чланка која су послужила за заснивање модерне физике, без много научне литературе на коју би се могао позвати, или много колега научника са којима би о томе могао продискутовати. Већина физичара се слаже да су три од ових чланака (о Брауновом кретању, фотоелектричном ефекту и специјалној релативности заслуживали да буду награђени Нобеловом наградом. Али само рад о фотоелектричном ефекту био је споменут од стране Нобеловог комитета приликом додељивања награде, јер је у то време само иза њега стајало много неоспорних, експерименталних, доказа, док је за друге Ајнштајнове радове Нобелов комитет изразио мишљење да би они требало да буду потврђени у току будућег времена.
Неко би могао да сматра ироничним што је награда додељена за фотоелектрични ефекат, не само зато што је Ајнштајн највише познат по теорији релативности, већ такође и зато што је фотоефекат квантни феномен, а Ајнштајн је, због нечега, касније постао разочаран курсем који квантна теорија заузела у своме даљем развоју.
Ајнштајн је објавио серију ових научних радова у ”Аналима физике” (Annalen der Physik). Уобичајено је да се они данас називају Annus Mirabilis научни радови (од латинске фразе Annus mirabilis што на латинском значи „Година чуда”). Међународна унија за чисту и примењену физику (The International Union of Pure and Applied Physics, IUPAP) обележила је 100. годину од објављивања његових опсежних научних радова у 1905. као Светску годину физике 2005 (World Year of Physics 2005).
Први рад, назван О једном хеуристичком гледању на произвођење и трансформацију светлости (On a Heuristic Viewpoint Concerning the Production and Transformation of Light, или у оригиналу на немачком, Über einen die Erzeugung und Verwandlung des Lichtes betreffenden heuristischen Gesichtspunkt) био је посебно цитиран у саопштењу поводом доделе Нобелове награде. У овом раду, Ајнштајн проширује Макс Планкову хипотезу ({\displaystyle E=h\nu }) о дискретним делићима енергије, на своју властиту хипотезу да се електромагнетска енергија (светлост) такође емитује из материје или апсорбује у дискретним делићима-квантима чији је износ {\displaystyle h\nu } (где је h Планкова константа, a {\displaystyle \nu } je фреквенција светлости, предлажући тако нови закон
{\displaystyle E_{\mathrm {max} }=h\nu -P\,}
као објашњење фотоелектричног ефекта, једнако као и својстава других појава фотолуминисценције и фотојонизације. У каснијим радовима, Ајнштајн користи овај закон да опише Волтин ефекат (1906), настанак секундарних катодних зракова (1909) и високофреквентну границу закочног зрачења (1911). Кључни Ајнштајнов допринос је у његовом тврђењу да је квантизација енергије уопште, суштинско својство светлости, а не само, као што је Макс Планк веровао, нека врста ограничења у интеракцији између светлости и материје. Један други, често превиђани, допринос овога рада представља Ајнштајнова изванредна процена (6.17 {\displaystyle \times } 1023) Авогадровог броја (6.02 {\displaystyle \times } 1023). Међутим, како Ајнштајн у овом раду „није” предложио да је светлост састављена од честица, концепт светлости као снопа „фотона” неће ни бити предложен све до 1909 (видети испод). Његов други чланак 1905, под називом О кретању—захтевано од стране Молекуларне кинетичке теорије топлоте—малих честица суспендованих у непокретној течности (On the Motion—Required by the Molecular Kinetic Theory of Heat—of Small Particles Suspended in a Stationary Liquid, или на немачком, ), покрива његову студију Брауновог кретања и обезбеђује емпиријске доказе за постојање атома. Пре појаве овог чланка, атом је био прихваћен као користан концепт, али физичари и хемичари су се ватрено расправљали да ли су атоми реални ентитети или нису. Ајнштајново статистичко разматрање понашања атома дало је експериментаторима начин да броје атоме гледајући кроз обични микроскоп. Вилхелм Освалд (Wilhelm Ostwald), један од вођа антиатомске школе, касније се поверио Арнолду Зомерфелду (Arnold Sommerfeld) да се његова сумња у атоме преобратила у веровање захваљујући Ајнштајновом потпуном објашњењу Брауновог кретања. Брауново кретање било је такође објашњено и од стране Луја Башелијера (Louis Bachelier) 1900. године.
Ајнштајнов трећи рад исте године, О електродинамици покретних тела (On the Electrodynamics of Moving Bodies, или у оригиналу, Zur Elektrodynamik bewegter Körper), био је објављен јуна месеца 1905. Овај рад представља увод у Специјалну теорију релативности, као теорију времена, простора, масе и енергије, која је у сагласности са теоријом електромагнетизма, али не описује појаву гравитације. Док је развијао овај свој чланак, Ајнштајн је о њему писао Милеви као о „нашем раду о релативном кретању”, и ово је навело неке да претпоставе да је и Милева имала своју улогу у стварању овог чувеног научног рада.
Неколицина историчара науке верују да су и Ајнштајн и његова жена обоје били упознати са тиме да је чувени француски математички физичар Анри Поенкаре био већ објавио релативистичке једначине, пар недеља пре него што је Ајнштајн пријавио свој рад за објављивање. Али многи верују да је њихов рад независан и да се разликује од Поенкареовог рада у много преломних момената, наиме, у погледу „етера”, Ајнштајн одриче постојање етера, док га Поенкаре сматра сувишним. Слично томе, још увек је дискутабилно да ли је он знао за рад из 1904 Хендрика Антона Лоренца, који садржи у себи већи део једначина ове теорије и на кога се Поенкаре позива у свом раду. Већина историчара, међутим, верује да се ајнштајновска релативност разликује на много кључних начина од других теорија релативности које су кружиле у то време, и да многа питања у вези са приоритетом овог открића израстају из обмањиве слике Ајнштајна као генија који је радио у потпуној изолацији. Мада је сигурно да је Ајнштајн дискутовао о физици са Милевом, не постоје солидни докази о томе да је она учинила неки значајан допринос његовом раду.
У четвртом раду, Да ли инерција тела зависи од његовог енергетског садржаја? (Does the Inertia of a Body Depend Upon Its Energy Content?, или у оригиналу Ist die Trägheit eines Körpers von seinem Energieinhalt abhängig?), објављеном крајем 1905, он показује да је из релативистичких аксиома могуће извести чувену једнакост која изражава еквиваленцију између масе и енергије. Енергетски еквивалент (E) неког износа масе (m) једнак је маси помноженој са квадратом брзине светлости (c): E = mc². Међутим, Поенкаре је био први који је објавио ову „енергетску једнакост” 1900. године, у незнатно другачијој форми, наиме као: m = E / c² — видети такође Оспоравање приоритета открића релативности.

### Средње године
Године 1906, Ајнштајн је промовисан у звање техничког испитивача друге класе. У 1908, добио је лиценцу за рад у Берну, Швајцарска, као приватдоцент (Privatdozent) (неплаћени наставник на универзитету). Током тог времена, Ајнштајн описује зашто је небо плаво у своме раду о појави критичне опалесценције, који показује кумулативне ефекте расипања светлости на појединачним молекулима у атмосфери.
У 1911. години, Ајнштајн постаје најпре ванредни професор на Универзитету Цирих, а убрзо после тога и редовни професор на немачкој говорној секцији Карловог универзитета у Прагу. Док је био у Прагу, Ајнштајн објављује рад у коме позива астрономе да провере два предвиђања његове Опште теорије релативности која је још у развоју, а ради се о савијању светлости у гравитационом пољу, мерљивом за време помрачења Сунца, и о гравитационом црвеном помаку Сунчевих спектралних линија у односу на одговарајуће спектралне линије произведене на површини Земље. Млади немачки астроном Ервин Фројндлих (Erwin Freundlich), започиње сарадњу са Ајнштајном и узбуњује друге астрономе широм света у вези са овим Ајнштајновим астрономским проверама.
Године 1912, Ајнштајн се враћа у Цирих у намери да постане редовни професор на ЕТХ Цирих. У то време, он тесно сарађује са математичарем Марселом Гросманом, који га упознаје са Римановом геометријом. У 1912, Ајнштајн почиње да назива време четвртом димензијом (мада је Херберт Џорџ Велс урадио то исто раније, у своме делу „Временска машина” (”The Time Machine”) из 1895. године)
Године 1914, одмах пред почетак Првог светског рата, Ајнштајн се настањује у Берлину као професор на локалном универзитету и постаје члан Пруске академије наука. Он узима пруско држављанство. Од 1914 до 1933, он је на дужности директора Кајзер Вилхелм института за физику у Берлину. Он такође задржава место ванредног професора на Лајденском универзитету од 1920 до 1946, где редовно одржава гостујућа предавања.
Године 1917, Ајнштајн објављује О Квантној механици зрачења ("On the Quantum Mechanics of Radiation", или у оригиналу,"Zur Quantentheorie der Strahlung", Physkalische Zeitschrift 18, 121–128). Овим чланком уводи се концепт стимулисане емисије, физичког принципа који омогућава појачавање светлости у ласеру. Такође исте године, он објављује и рад у којем користи Општу теорију релативности да би изградио модел целог свемира, припремајући тако позорницу за наступање модерне физичке космологије. У том раду он уводи и познату космолошку константу, коју је касније, како Џорџ Гамов тврди, у једном њиховом разговору назвао „највећом погрешком у његовом животу” (”the biggest blunder of his life”).
Дана 14. маја 1904, родио се Албертов и Милевин први син, Ханс Алберт Ајнштајн, (Hans Albert Einstein). Њихов други син, Едуард Ајнштајн, (Eduard Einstein), рођен је 28. јула, 1910. Ханс Алберт ће касније постати професор хидрауличког инжењеринга на Универзитету Калифорније, Беркли, имајући веома мало контаката са својим оцем, али делећи његову љубав ка једрењу и музици. Млађи брат, Едуард, желео је да развије праксу фројдовског психоаналитичара, али је институцијализован због шизофреније и умро је у једном азилу. Ајнштајн се развео од Милеве 14. фебруара 1919, да би оженио Елзу Ловентал (Elsa Löwenthal), рођену Ајнштајн, (Ловентал је било презиме њеног првог мужа, Макса) 2. јуна, 1919. Елза је била Албертова прва рођака са мајчине стране, и његова рођака у другом колену са очеве стране. Била је три године старија од Алберта, и неговала га је као болничарка, након што је претрпео делимични слом живаца комбинован са јаким стомачним боловима. У овом браку није било деце.

#### Општа релативност
У новембру 1915, Ајнштајн је одржао серију предавања пред Пруском академијом наука на којима је представио нову теорију гравитације, познату као Општа теорија релативности. Последње предавање се завршава његовим увођењем једначина које замењују Њутнов закон гравитације и називају се Ајнштајнове једначине поља.
Давид Хилберт, заправо, је објавио једначине поља у чланку који је датиран пет дана пре Ајнштајнових предавања. Али према Торну (Thorne) (117—118), Хилберт је открио исправне једначине тек после „премишљања над стварима које је научио” током недавне Ајнштајнове посете Гетингену. Торн иде и даље па каже: „Сасвим природно, и у складу са Хилбертовим виђењем ствари, резултујући закони закривљености хитро су названи именом „Ајнштајнове једначине поља”, радије него да буду назване по Хилберту. У ствари, да није било Ајнштајна, опште релативистички закони гравитације можда би били откривени тек неколико деценија касније.” Видети Оспоравања приоритета открића релативности за више детаља.
Ова теорија све посматраче сматра еквивалентним, а не само оне који се крећу равномерно, односно сталном брзином. У општој релативности гравитација није више сила (као што је то у Њутновом закону гравитације) него је последица закривљености простор-времена.
Ајнштајнови објављени радови из опште релативности за време рата нису били доступни нигде изван Немачке. Вести о Ајнштајновој новој теорији стигле су до астронома са енглеског говорног подручја у Енглеској и Америци преко холандских физичара Хендрика Лоренца и Пола Еренфеста као и њиховог колеге Вилема де Ситера, директора Лајденске опсерваторије. Артур Стенли Едингтон из Енглеске, који је био Секретар Краљевског астрономског друштва, затражио је од де Ситера да у корист његових астронома напише серију чланака на енглеском. Он је био фасциниран новом теоријом и постао је водећи поборник и популаризатор теорије релативности.
Већини астронома није се свиђала Ајнштајнова геометризација гравитације и сматрали су да његова предвиђања појава савијања светлости и гравитационог црвеног помака не могу да буду тачна. Године 1917, астрономи при Маунт Вилсон опсерваторији (Mt. Wilson Observatory) у јужној Калифорнији објавили су резултате спектроскопских анализа Сунчевог спектра које су, чинило се, указивале на то да нема никаквог гравитационог црвеног помака у Сунчевој светлости.
У 1918. години, астрономи при Лик опсерваторији (Lick Observatory) у северној Калифорнији начинили су фотографије помрачења сунца видљивог у Сједињеним Државама. Након завршетка рата, они су прогласили своје налазе тврдећи да су Ајнштајнова опште-релативистичка предвиђања о савијању светлости погрешна, али нису никада објавили њихове резултате, правдајући то могућим великим грешкама при мерењу.
У мају месецу, 1919, током британских осматрачких експедиција помрачења Сунца (предузетих у Собралу, Бразил, (Sobral, Ceará, Brazil), као и на острву Principe (Принчевско острво), на западној овали Африке, Артур Стенли Едингтон надгледао је мерење савијања светлости звезда приликом њеног проласка у близини Сунца, што резултује у привидном померању положаја посматраних звезда даље од Сунца. Овај феномен назван је ефекат гравитационог сочива и у овом случају опажено померање положаја звезда било је дупло веће него што је било предвиђено Њутновом физиком. Ова опажања слагала су се са предвиђањима проистеклим из Ајнштајнових једначина поља из Опште теорије релативности. Едингтон је објавио да резултати потврђују Ајнштајново предвиђање и Тајмс магазин (The Times) известио је о овој потврди Ајнштајнове теорије 7. новембра исте године, насловима Револуција у науци – Нова теорија Универзума – Њутновске идеје су одбачене. Добитник Нобелове награде Макс Борн изразио је своје погледе на општу релативност као на „највећи подвиг људског размишљања о природи"; његов колега лауреат Пол Дирак назвао је то „вероватно највећим научним открићем икада учињеним”. Ови коментари и резултујући публицитет зацементирали су Ајнштајнову славу. Он је постао светски славан – неуобичајено достигнуће за једног научника.
Многи научници још увек нису убеђени у све то због разноразних разлога, почевши од оних научних (неслагање са Ајнштајновим тумачењем експеримената, веровање у етер или у то да је апсолутни систем референције неопходан) па све до психо-социјалних (конзерватизам, антисемитизам). Према Ајнштајновом гледишту, већина примедби долазила је од експериментатора који су имали врло мало разумевања теорије која је у то укључена. Ајнштајнова популарност у јавности, која је наступила после чланка из 1919, створила је озлојеђеност код тих научника, а код неких ова озлојеђеност се задржала и у 1930. м годинама.
Дана 30. марта 1921, Ајнштајн одлази у Њујорк да држи предавања о његовој новој Теорији релативности, а исте године он ће бити награђен и Нобеловом наградом. Мада је он сада био најславнији по своме раду на релативности, Нобелова награда му је додељена за ранији рад о фотоелектричном ефекту, јер је његова општа релативност још увек била предмет спорења. Нобелов комитет је, дакле, донео одлуку да наводећи његов најмање оспоравани рад приликом доделе награде, учине то прихватљивијим за научну заједницу.

#### Копенхагенско тумачење
У 1909. години, Ајнштајн представља свој рад „Развој наших погледа на састав и суштину зрачења” (доступан и у енглеском преводу као: енгл. The Development of Our Views on the Composition and Essence of Radiation) у којем сумира дотадашња гледишта физичара на концепт луминоферусног (пропусног за светлост) етера и, што је још важније, у којем разматра о појави квантизације светлости. У овоме, као и у ранијем 1909. године чланку, Ајнштајн показује да кванти енергије, које је у физику увео Макс Планк, такође поседују и добро дефинисан импулс и да се у многим погледима понашају као да су независне тачкасте честице. Овај чланак обележава увођење модерног „фотонског” концепта (мада је термин као такав уведен знатно касније, у раду из 1926. године Гилберта Н. Луиса (Gilbert N. Lewis). Чак можда још значајније је то, што Ајнштајн показује да светлост може истовремено да буде и талас и честица, и тачно предсказује да физика стоји на ивици револуције која ће захтевати од ње да уједини ове два дуална својства светлости. Међутим, његов предлог да Максвелове једначине електромагнетског поља треба изменити тако да оне дозволе у граничним случајевима и сингуларитете поља, никада није даље развијан, мада је могао имати утицаја на Луј де Брољијеву таласно-честичну пилот хипотезу Квантне механике.

##### Детерминизам
Почетком 1920-их, како је оригинална квантна теорија све више замењивана са новом теоријом Квантне механике, Ајнштајн је гласно почео да критикује Копенхагенско тумачење (Copenhagen interpretation) нових једначина. Његов опозициони став у гледању на ово питање он ће задржати целог свога живота. Већина види разлоге овог његовог противљења у томе што је он био крути детерминиста (видети детерминизам). При томе они се позивају на писмо упућено Максу Борну). 1926, у којем Ајнштајн наводи примедбу које се историчари највише подсећају:
Квантна механика је заиста импозантна. Али неки унутрашњи глас ми говори да то још није права ствар. Ова теорија каже нам много тога, али нас заиста не доводи нимало ближе тајни Оног Старог (Бога, Створитеља). Ја сам, по сваку цену, убеђен да се Он (Бог) не игра коцком.
На ово, Нилс Бор, који се највише спорио са Ајнштајном око квантне теорије, одговорио му је, „Престани да говориш Богу шта би он требало да ради!” Бор-Ајнштајнова дебата о фундаменталним аспектима квантне механике десила се током Солвеј конференције. Још један важан део Ајнштајнове тачке гледишта на пробабилизам квантне механике представља чувени ЕПР чланак који је он написао заједно са Подолским и Розеном (Ајнштајн - Подолски - Розен парадокс). Неки физичари узимају овај рад као додатни доказ тврђења да је Ајнштајн био у суштини детерминиста.
Има места, међутим, и за сасвим другачије гледање на ове Ајнштајнове примедбе упућене „квантним правоверцима”. Јер, Ајнштајн је осим ове, претходно наведене, изјаве давао и неке друге, тако да је Ајнштајнов савременик Волфганг Паули, нашао за њега по овоме питању и речи разумевања. Претходно цитирана изјава „Бог се не игра коцком” дата је прилично рано, а Ајнштајнове касније изјаве тичу се неких других тема. Волфганг Паулијев цитат по овом питању је следећи:
Ја нисам у стању да препознам Ајнштајна када год ви говорите о њему, било у вашем писму или у манускрипту. Чини ми се као да сте ви сами за себе направили и подигли неку лутку Ајнштајна, коју затим оборите на под са великом помпом. Посебно зато што Ајнштајн није сматрао концепт детерминизма толико фундаменталним као што је често држано да јесте (ово ми је он рекао недвосмислено много пута).
... Он одбија да је икада користио, као критеријум прихватљивости неке теорије, питање „Да ли је она ригорозно детерминистичка?"…он није уопште љут на вас, него само каже да сте ви особа која неће да слуша.

##### Непотпуност и реализам
Многи од Ајнштајнових коментара указују на његово веровање да је квантна механика 'непотпуна' теорија. Ово тврђење је први пут изнето у чувеном, Ајнштајн – Подолски – Розен чланку, (ЕПР парадокс), из 1935. године, а поново се појављује и 1949. године у књизи Алберт Ајнштајн, Филозоф-Научник (Albert Einstein, Philosopher-Scientist).
ЕПР чланак — насловљен са „Може ли се квантно механички опис физичке стварности сматрати потпуним?” (енгл. Can Quantum Mechanical Description of Physical Reality Be Considered Complete?) — завршава се закључком: „Пошто смо тако показали да таласна функција не обезбеђује потпуни опис физичке стварности, отвара се питање да ли такав опис уопште и постоји или не. Ми верујемо, међутим, да је таква једна теорија ипак могућа”.
У Схилповој књизи, Ајнштајн поставља фасцинантан експериментални предлог у нечему сличан са „Шредингеровом мачком”. У уводу он чини кратко подсећање на проблем (радиоактивног распада) атома. Ако имамо на почетку један нераспаднути атом и ако чекамо одређени период времена, квантна механика даје нам вероватноћу са којом ће овај атом у датом времену подлећи трансформацији путем радиоактивног распада. Ајнштајн затим замишља следећи систем као средство за детекцију распада.
Уместо да разматрамо систем који садржи само радиоактивни атом (и његов процес трансформације), боље је разматрати систем који укључује у себе такође и средство за констатацију радиоактивне трансформације – на пример Гајгеров бројач са механизмом за аутоматско регистровање. Нека ово укључује и регистарску траку, померану сатним механизмом, по којој ће ознаке бити исписиване окидањем бројача. Истина, са тачке гледишта квантне механике, овај систем у целини је веома сложен и простор који заузима његова конфигурација је веома великих димензија. Али у принципу нема замерки на третирање целог овог система са тачке гледишта квантне механике. Овде такође, теорија одређује вероватноћу за сваку конфигурацију, за све координате и за сваки временски тренутак. Ако би се узеле у обзир све конфигурације координата, за време довољно велико у поређењу са просечним временом распада једног радиоактивног атома, требало би да буде (највише) једна таква регистрациона ознака на папирној траци. За сваку конфигурацију координата треба да одговара одређена позиција ознаке на папирној траци. Али, уколико теорија доноси само релативну вероватноћу замисливих координатних конфигурација, то такође нуди само релативне вероватноће за положаје ознака на папирној траци, али не и тачно одређене положаје ових ознака.
Ајнштајн даље наставља:
…Ако ми покушамо да се позабавимо тумачењем да квантни теоретски опис треба да буде схваћен као потпуни опис неког појединачног система, тада смо присиљени на тумачење да положај ознаке на траци није нешто што припада систему по себи, него да је постојање тог положаја суштински зависно од извршења опажања начињеног на регистрационој траци. Овакво тумачење у ствари није ни на који начин апсурдно са чисто логичке тачке гледишта, али тешко да постоји било ко ко би био склон да ово узме озбиљно у разматрање. Зато што у макроскопском свету једноставно се подразумева да се морамо држати програма реалистичког описа у простору и времену, док у области микроскопских појава, склони смо радије да одустанемо од овог програма, или да га, у најмању руку, изменимо.
Ајнштајн није никада одбацио у потпуности пробабилистичке технике и начин мишљења. Он лично исказао се као велики „статистичар”. користећи статистичку анализу у његовом раду о Брауновом кретању и фотоелектрицитету, а у радовима објављеним пре 1905. Ајнштајн је чак открио и Гибсове ансамбле. Према мишљењу већине физичара, међутим, он је веровао да се на индетерминизму могу заснивати разлози за озбиљне примедбе на рачун физичке теорије. Паулијево сведочење, као што смо видели, у супротности је са овим, а Ајнштајнове личне изјаве показују да се он фокусирао на непотпуност, као његову главну бригу.
У нешто каснијим временима дошло је до новог заокрета у овом послу. Џон Бел (John Stewart Bell) открио је даље занимљиве резултате (Белова теорема и Белова неједнакост) приликом његовог истраживања Ајнштајн, Подолски и Розеновог чланка. Постоји разилажење у мишљењима у односу на закључке који су из овога изводљиви, у вези са ЕПР анализом. Према Белу, квантна нелокалност тиме је установљена, док други у томе виде смрт детерминизма.

##### Резиме
Шта год да су била његова унутрашња убеђења, Ајнштајн се слагао да је квантна теорија најбоља која је тренутно на располагању, али он је трагао за више „потпуним” објашњењем, било да је оно више детерминистичко или да је оно које може фундаменталније објаснити разлоге за пробаблизме квантне механике на један логичан начин. Он није могао да се одрекне веровања да физика описује законе којима се потчињавају „реалне ствари”, нити је могао да се одрекне веровања да не постоји такво објашњење које би у себи садржавало контрадикције, што га је, између осталог, довело до његових успешних објашњења фотона, релативности, атома и гравитације.

#### Бозе-Ајнштајнова статистика
У 1924. години, Ајнштајн је примио кратко писмо од младог индијског физичара по имену Сатјандра Нат Бозе (Satyendra Nath Bose) у којем он описује светлост као гас фотона и моли Ајнштајна за помоћ око објављивања. Ајнштајн схвата да иста та статистика може да буде примењена и на атоме, и објављује чланак на немачком језику (у то време лингва франка (lingua franca) физике) у коме описује Бозеов модел и објашњава његове последице. Бозе-Ајнштајнова статистика сада описује скупове таквих, идентичних честица, целобројног спина, познатих као бозони. Бозе-Ајнштајнов кондензат је феномен предвиђен 1920, од стране Бозеа и Ајнштајна, заснован на Бозеовом раду о статистичкој механици фотона, који је потом био формализован и генерализован од стране Ајнштајна. Први такав кондензат у алкалним гасовима произвели су Ерик Корнел и Карл Вајман (Eric Cornell и Carl Wieman) 1995. године на Универзитету Колорадо, мада је Бозе-Ајнштајнова кондензација била опажана у суперфлуидном хелијуму-4 још од 1930-их. Ајнштајнове оригиналне скице ове теорије биле су поново откривене августа 2005. у библиотеци Лајденског универзитета.
Ајнштајн је такође припомогао Ервину Шредингеру у развоју квантне Болцманове дистрибуције, мешавине класичног и квантно механичког гасног модела, мада је схватио да ће то бити мање значајно од Бозе-Ајнштајново модела и одбио је да његово име буде укључено у овај рад.

#### Ајнштајнов фрижидер
Године 1926, Ајнштајн и његов бивши студент Лео Силард (Leó Szilárd) заједнички су патентирали Ајнштајнов фрижидер. УС патентни биро је наградио Ајнштајна и Лео Силарда за овај фрижидер, 11. новембра 1930. Патент покрива термодинамичке циклусе расхлађивања, који омогућавају хлађење без покретних делова, на константном притиску, са топлотом као јединим улазом. Расхладни циклуси користе амонијак, бутан и воду.

#### Други светски рат
Када је Адолф Хитлер дошао на власт у јануару 1933, Ајнштајн је био гостујући професор на Принстонском универзитету, положај који је он преузео у децембру 1932, на позив америчког предавача Абрахама Флекснера. У 1933. години, нацисти доносе „Закон о рестаурацији цивилне службе” који присиљава све универзитетске професоре Јевреје да напусте свој посао, и током 1930-их води се кампања да се Ајнштајново дело етикетира као „јеврејска физика”, насупрот „немачкој” или „аријевској” физици, коју предводе Нобелови лауреати Филип Ленард и Јоханес Старк. Уз подршку СС-а, поборници „немачке физике” објављују на све стране памфлете и књиге у којима оцрњују Ајнштајнове теорије и покушавају да ставе на црне листе немачке физичаре који поучавају ове теорије. Ајнштајн се одриче свог пруског држављанства и остаје у Сједињеним Државама, где му је дат стан на стално коришћење. Он прихвата положај на новоформираном Институту за напредне студије (Institute for Advanced Study) у Принстону, Њу Џерзи, где се концентрише на развој Уједињене теорије поља (видети испод). Ајнштајн је постао амерички држављанин 1940, мада је још увек задржао и швајцарско држављанство.
У 1939, окуражен од стране Силарда, Ајнштајн шаље писмо председнику Америке Френклину Делано Рузвелту заузимајући се за проучавање нуклеарне фисије у војне сврхе, због страха да би нацистичка влада Немачке могла да буде прва која ће произвести нуклеарно оружје. Рузвелт почиње са малом истрагом у вези са овим проблемом која ће са временом прерасти у масивни пројекат Менхетн. Ајнштајн лично није био укључен у овај пројекат стварања прве атомске бомбе, али је ипак, према тврђењу Лајнуса Паулинга, касније зажалио што је потписао ово писмо.
Међународни спасилачки комитет (International Rescue Committee) био је основан 1933, на захтев Алберта Ајнштајна, са циљем да се помогну противници Адолфа Хитлера.

#### Обједињена теорија поља
Ајнштајнови истраживачки напори, након развитка опште релативности били су примарно састављени од дугачке серије покушаја да уопшти још више своју теорију гравитације са намером да обједини и поједностави основне физичке законе, посебно законе гравитације и електромагнетизма. У 1950, он описује тај рад, који назива Обједињеном теоријом поља, у једном чланку објављеном у Сајентифик Американ (Scientific American) научном часопису. Ајнштајн је вођен својом вером у јединствено порекло целог сета физичких закона.
Ајнштајн је постајао све више изолован у овим својим истраживањима уопштене теорије гравитације и његови напори су у коначном остали безуспешни. Конкретно, његова потрага за уједињењем фундаменталних сила игнорисала је рад заједнице физичара у већини (и обрнуто), где је посебно значајно откриће јаких и слабих нуклеарних сила, које нису схватане као независне све до отприлике 1970, што је петнаест година после Ајнштајнове смрти. Ајнштајнова тежња за обједињењем закона физике под једним јединим моделом преживела је до данашњих дана кроз намеру да буде изграђена једна нова Велика уједињујућа теорија. (Grand unification theory).

### Позне године
У 1948. години Ајнштајн је један од чланова оснивачког комитета који ће прерасти у Брендис универзитет (Brandeis University). Ајнштајнов портрет начинио је Јусуф Карш 11. фебруара исте године. 1952, Израелска влада предлаже Ајнштајну да преузме дужност председника. Он одбија ову понуду, а интересантно је да је то једнини случај да је неком држављанину Сједињених држава било понуђен положај председника неке стране државе. Ово Ајнштајново одбијање можда има неке везе са његовим неодобравањем неких делова израелске политике током рата за независност. У писму који је он потписао, заједно са другим истакнутим Јеврејима у Сједињеним Државама он критикује Ослободилачку партију коју води Менахем Бегин (Menachem Begin) због „наци-фашистичких” метода и филозофије. Тридесетог марта 1953, Ајнштајн објављује прерађену Уједињену теорију поља.
Он умире у 1:15 после поноћи у Принстонској болници у Принстону, Њу Џерзи, 18. априла, 1955, у својој 76. години живота. Узрок смрти је било унутрашње крварење, изазвано прскањем анеуризма аорте. Његова Уопштена теорија гравитације (Generalized Theory of Gravitation) остаје тако недовршена. Једина особа присутна у тренутку његове смрти била је једна медицинска сестра, која је рекла да је он непосредно пред смрт промрмљао неколико речи на немачком које она није разумела. Био је кремиран без церемоније, истога дана кад је и умро, у Трентону, Њу Џерзи, што је било у складу са његовим жељама. Његов пепео је потом расут на отвореном простору.
Доктор Томас Штолц Харви извршио је аутопсију над Ајнштајном, при чему је одстранио и сачувао његов мозак. Харви није нашао ништа неуобичајено на његовом мозгу, али 1999, у новој анализи коју је урадио тим са МакМастер универзитета (McMaster University) откривено је да његов темени оперкулум (operculum) регион недостаје и да је, као компензација томе, његов доњи паријетални режањ (parietal lobe) 15% већи него што је нормално. Доњи паријетални режањ је одговоран за математичко мишљење, визуелну спознају простора, и сликовито приказивање покрета. Ајнштајнов мозак такође је садржавао 73% више глијалних ћелија од просечног мозга.

## Веровања

### Религијски погледи
Ајнштајн је био почасни члан Рационалистичког новинског удружења, почев од 1934. и био је чест гост на састанцима Етичке културе
Био је члан и саветодавног већа Првог удружења хуманиста Њујорка.

#### Изјаве о религији
Ја сам запао — мада сам био дете потпуно нерелигиозних (јеврејских) родитеља — у дубоку религиозност, која је, међутим, достигла изненадни завршетак у узрасту од дванаест година. 
Не мислим да су неопходни случајеви у којима су наука и религија у природној супротности. У ствари, мислим да има веома мало везе између ово двоје. Даље, мислим да је наука без религије хрома и, у обрнутом смислу, да је религија без науке слепа. Обе су значајне и зато треба да раде руку под руку.
Јеврејин који одбаци успут своју веру, или који чак преузме неку другу, још увек је Јеврејин.
Као одрастао човек називао је своју религију „космичким религиозним осећајем”.
У „Свету како га ја видим” он је написао:
”Тешко ћете наћи бар једног међу сортом дубоких научничких умова без нарочитог религиозног осећања које је његово лично. Али то је другачије од религије наивног човека.”
”Најпосле, Бог је биће од кога траже нечију жељу да награди и нечији страх да казни, сублимација осећања блиским онима које гаји дете према своме оцу, биће у односу на које неко стоји до одређене мере у личном односу, ма колико дубоко то било обојено страхопоштовањем.”
”Али научник је опседнут осећајем за универзалну каузалност. Будућност је, за њега, до сваке ситнице једнако неопходна и одређена као и прошлост. Нема ничег божанског у моралности, то је чисто човекова ствар. Његов религиозни осећај узима форму усхићене задивљености пред хармонијом природних закона, који откривају интелигенцију такве надмоћности да, у поређењу са тим, све систематско размишљање и деловање људских бића је сасвим безначајна рефлексија.” 
Одговарајући на телеграмско питање њујоршког Рабина Херберта С. Голдштајна, 1929: „Да ли ви верујете у Бога? Стоп. Одговорите ми у 50 речи.”, Ајнштајн одговара „Ја верујем у Спинозиног бога, који открива самог себе у законитој хармонији света, али не у Бога чији је властита брига вера и чињење људских бића.” Ајнштајнов одговор садржавао је само 25 (немачких) речи. Спиноза је био натуралистички пантеиста.

### Научна филозофија
У „Копенхагенском тумачењу”, део (1.3.2.) изнад, наведена је примедба о неслагању у погледу Ајнштајнове тренутне позиције у односу на квантну теорију. Чувена изјава Бог се не игра коцком често је коришћена да подржи мишљење већине како се њему није свиђала ова теорија због њеног индетерминизма.
Други наводе случајеве за један другачији поглед на ово питање. Они напомињу да се изјава о „коцки”, из 1926, појављује у време када је квантна теорија тек у првој години свога открића и да у следећих 30 година његовог живота тешко би се могао наћи неки његов сличан коментар о овоме. Уместо тога Ајнштајн се концентрише на концептуално независан проблем „непотпуности” квантне механике. Његово указивање на „непотпуност” исказано је у његовом ЕПР чланку из 1935, као и у „Регистрациона трака Гајгеровог бројача” мисаоном експерименту из 1949 (видети део 1.3.2.2.). Додатна потврда против „Ајнштајн-детерминиста” виђења је и Паулијева изјава: „он (Ајнштајн) „одбија” да је икада користио као критеријум за прихватљивост неке теорије питање 'Да ли је она ригорозно детерминистичка?'".
У корист детерминистичког виђења су следеће Ајнштајнове изјаве:
Али научник је опседнут осећајем за универзалну каузалност. Будућност је, за њега, до сваке ситнице неопходна и детерминисана као и прошлост. 
Као и:
Људи попут нас, који верују у физику, знају да је разлика између прошлости, садашњости и будућности ништа друго него тврдоглаво постојана илузија
Његова приврженост Шопенхауеру требало би такође да се цитира:
Ја не верујем у слободу воље. Шопенхауерове речи: „Човек може да чини шта хоће да чини, али не може да жели оно што жели” пратиле су ме у свим ситуацијама у моме животу и помириле ме са деловањима других људи чак и када су она била прилично болна за мене самог. Ова свест о недостатку слободне воље сачувала ме је од тога да превише озбиљно схватим самога себе као и моје пријатеље када су деловали и одлучивали индивидуално, а сачувала ме је и да не изгубим своје живце. 
Ајнштајн је веровао да сваки истински теоретичар увек заузима и позицију метафизичара без обзира шта радио:
Ја верујем да је сваки истински теоретичар нека врста припитомљеног метафизичара, без обзира колико чистим позитивистом он самога себе сматрао. Метафизичар верује да је оно што је логички једноставно такође и реално. Припитомљени метафизичар верује да није све оно што је логички једноставно истовремено и укључено у искуствену реалност, али да се зато свеукупност свих чулних искустава може разумети на бази концептуалног система изграђеног на премисама велике једноставности.
Следећа општа оцена је дата од стране његовог колеге Натана Розена:
Ја мислим да је ствар која ме је код њега највише импресионирала била једноставност његовог мишљења и његова вера у способност људског ума да разуме деловања природе. Кроз цео свој живот, Ајнштајн је веровао да је људски разум способан да нас доведе до теорије која ће нам омогућити исправан опис физичких појава. У изграђивању теорија, он је имао приступ сличан приступу једног уметника; он је жудео за једноставношћу и лепотом (а лепота је за њега била, на крају крајева, опет у суштини једноставност). Круцијално питање које би он питао, док је одвагавао неке од елемената теорије било је: „Да ли је ово разумно?" Без обзира како успешном би се нека теорија чинила, уколико би му се учинило да она није и разумна (немачка реч коју је он користио била је vernunftig), он би био убеђен да та теорија не може да обезбеди заиста фундаментално разумевање природе.

### Политички погледи
Ајнштајн је за себе сматрао да је пацифиста и хуманиста, а у каснијим годинама и демократски социјалиста. Он је једном рекао, „Ја мислим да су гледишта Махатме Гандија највише просветитељска од гледишта свих политичких личности нашег времена. Ми треба да стремимо ка томе да чинимо ствари које су у његовом духу, не користећи насиље у борби за нашу ствар, и не учествујући у било чему за шта мислимо да је зло.” Дубоко импресиониран Гандијем, Ајнштајн је једном о Гандију рекао, „Генерације које долазе тешко ће моћи да поверују да је такав човек од крви и меса икада ходао по овој планети”.
Ајнштајнова гледишта понекад су била контроверзна. У чланку из 1949. године, под насловом „Зашто социјализам?", Алберт Ајнштајн описује „грабежљиву фазу развоја човечанства” на примеру хаотичног капиталистичког друштва, као извора зла које ће да надвлада. Он не одобрава тоталитарне режиме у Совјетском Савезу или другде, и износи аргументе у прилог демократском социјалистичком систему који треба да комбинује планску економију са дубоким поштовањем за људска права. Ајнштајн је био саоснивач Немачке демократске странке и члан AFL-CIO удруженог са Америчким савезом наставника.
Ајнштајн је у великој мери био укључен и у Амерички покрет за људска права. Био је близак пријатељ са Полом Робесоном (Paul Robeson) преко 20 година. Ајнштајн је био члан неколико група за људска права (укључујући принстонски одељак NAACP-а) од којих су многе биле под вођством Пола Робесона. Он је заједно са Полом Робесоном био ко-председник Америчког крсташког похода за заустављање линчовања . Када је Дибоа (W. E. B. DuBois), током Макартијеве ере, у својој 80-ој години био оптужен да је комунистички шпијун, Ајнштајн се добровољно пријавио да на овоме суђењу сведочи у корист његовог карактера. Овај процес је распуштен убрзо након што је саопштено да ће се Ајнштајн на њему појавити у овом својству. Ајнштајнове речи да је „расизам највећа болест Америке” често су цитиране.
Амерички Федерални истражни биро држао је у својим архивама 1427 фасцикли о Ајнштајновим активностима и препоручивао је да му се забрани усељење у Сједињене Државе, по основу Акта о искључењу странаца, наводећи да Ајнштајн верује у, саветује, брани или поучава доктрине које, у законском смислу, као што је судски доказано у другим случајевима, могу изазвати незаустављиво срљање државе ка анархији, што би имало за резултат постојање државе само на папиру'. Поред осталих оптужби Ајнштајну се ставља на терет такође и да је био члан, покровитељ, или у вези са тридесет четири комунистичка покрета између 1937 и 1954 и да је такође био почасни председник три комунистичке организације.Многи од докумената из ових фасцикли нису ни били написани од стране ФБИ-а, него су представљали дојаве ФБИ-у које су биле послате углавном од стране грађанских политичких групација.
Године 1939, Ајнштајн је потписао писмо, које је Лео Силард написао, за председника Рузвелта, у коме се њих двојица залажу за то да Сједињене Државе морају започети стварање фондова за подршку истраживања у правцу развоја нуклеарног оружја.
Ајнштајн је био противник тиранског облика владавине и због тог разлога (и јеврејског порекла) успротивио се и Нацистичком режиму и напустио је Немачку убрзо након што је он дошао на власт. У исто време, Ајнштајнов нећак Карл Ајнштајн (Carl Einstein) који је био анархиста, делио је са њим многа његова гледишта, и борио се против фашизма у Шпанском грађанском рату. Ајнштајн је у почетку био присталица стварања атомске бомбе, не желећи да се Адолф Хитлер дочепа овога оружја први. Да би се у томе осигурао он је заједно са Лео Силардом, (Силард је вероватно и написао ово писмо) упутио писмо председнику Америке Френклин Делано Рузвелту, датирано 2. августа 1939, непосредно пред почетак Другог светског рата, у којем су га охрабривали да започне програм стварања нуклеарног оружја. Рузвелт је на то одговорио успостављањем комитета за истрагу употребе уранијума као оружја, што је за пар година довело до стварања Менхетн пројекта.
По завршетку рата, међутим, Ајнштајн је почео да се залаже за нуклеарно разоружање и за светску владу: „Ја не знам како ће Трећи светски рат бити вођен, али знам да ће се у четвртом светском рату људи тући тољагама и камењем”.
Док је Ајнштајн подржавао ционизам у културолошком смислу, он је често изражавао резерве у погледу његове примене у смислу национализма. Током говора одржаног у Комодор хотелу у Њујорку, он је пред окупљеним светом рекао „Моја свест о суштинској природи Јудаизма одбија идеју јеврејске државе са границама, армијом, и одређеном мером земаљске власти ма како скромна она била. Ја се бојим да ће се унутрашње урушавање Јудаизма наставити”. Он је такође потписао отворено писмо објављено у Њујорк тајмсу у којем се строго критикује Менахем Бегин и његова националистичка Херут партија, посебно због третмана домородачких Арапа у Деир Јасин масакру (Deir Yassin massacre) од стране Херутове претходнице Иргун.
Упркос овој његовој резервисаности, Ајнштајн је активно учествовао у успостављању Јеврејског универзитета у Јерусалиму, који је објавио (1930) књигу под називом О Ционизму: Говори и предавања професора Алберта Ајнштајна , која је иначе била део Ајнштајновог завештања овом универзитету. Касније, у 1952. години, Ајнштајну је понуђено да буде други председник тек створене државе Израел, али је он то одбио, рекавши да му за то фале неопходне радне способности. Ипак, Ајнштајн је био дубоко посвећен благостању државе Израел и јеврејског народа све до краја свог живота.
Алберт Ајнштајн је био у блиској вези са плановима за формирање, како га је штампа назвала " Од Јевреја спонзорисани без квоте (расне) универзитет” (a Jewish-sponsored non-quota university), из 19. августа 1946, као и са обавештењем о формирању Алберт Ајнштајнове фондације за више студије, Инц.(Albert Einstein Foundation for Higher Learning, Inc.) до 22. јуна 1947, када он повлачи своју подршку и не дозвољава фондацији коришћење његовог имена. Универзитет је отворен 1948 као Брендис универзитет (Brandeis University).
Ајнштајн се, заједно са Албертом Швајцером и Бертрандом Раселом, борио против нуклеарних бомби као и њихових тестова. Као његов последњи јавни акт, и само дан пре његове смрти, он је потписао Расел-Ајнштајнов манифест, који је довео до Пугвошеве конференције о науци и светским пословима (Pugwash Conferences on Science and World Affairs)

## Држављанство
Ајнштајн је по рођењу био немачки држављанин, али је са 17 година, 28. јануара 1896, на властити захтев и уз одобрење оца, разрешен немачког држављанства. Следећих пет година био је лице без држављанства до 21. фебруара, 1901. када стиче швајцарско држављанство, којега се никада није одрекао. Стекао је пруско држављанство 14. априла 1914. када је ступио у пруску цивилну службу. Због политичке ситуације и прогона Јевреја у нацистичкој Немачкој, у марту 1933. је напустио цивилну службу, чиме је изгубио и пруско држављанство. Првог октобра 1940. године Ајнштајн је постао држављанин Сједињених Америчких Држава и до смрти је остао двојни држављанин (САД и Швајцарске).

## Популарност и утицај на културу
Према „Рангирању најутицајнијих личности у историји”, он је „највећи научник 20. века и један од најсупериорнијих интелектуалаца свих времена”. Ајнштајнова популарност је такође довела до широко распрострањеног коришћења његових слика у сврху рекламирања и продавања робе, укључујући и регистрацију „Алберта Ајнштајна” као заштитног знака.

### Забава
Алберт Ајнштајн је предмет многобројних новела, филмова и играних представа, укључујући француску новелу Жан-Клода Кариера из 2005, „Ајнштајне молим вас” (фр. Einstein S'il Vous Plait), филм Николаса Рега „Безначајност” (енгл. Insignificance), филм Фреда Шеписија „Ај-Кју”. (енгл. I.Q.) (где га је глумио Волтер Матау). Новелу Алана Лајтмана „Ајнштајнови снови”, и комедију Стива Мартина „Пикасо на Лапен Агилу” (енгл. Picasso at the Lapin Agile). Он је био и предмет опере Филипа Гласа из 1976. „Ајнштајн на плажи”. Његова хумористичка страна тема је и монодраме Еда Мецгера „Алберт Ајнштајн практични Бохемијанац”.
Ајнштајн је често коришћен и као модел за осликавање ликова лудог научника или расејаног професора у разним делима, пошто његов карактер и препознатљива фризура указују на ексцентричност, или чак лудило, због чега је нашироко имитиран или карикиран. Сарадник часописа „Тајм”, Фредерик Голден, извештавао је о Ајнштајну као о „Остварењу снова свих карикатуриста”.
На Ајнштајнов 72. рођендан 1951. године, фотограф УПИ-ја (United Press International) Артур Сасе покушавао је да га наговори да се насмеши у камеру. Пошто је то већ учинио много пута тог дана, Ајнштајн је уместо осмеха исплазио језик. Ова слика постала је икона поп културе због контраста у лику генијалног научника у моменту лакомислености. Јаху Сиријус (Yahoo Serious), аустралијски филмски режисер, користио је ову фотографију као инспирацију за свој намерно ванвремени филм „Млади Ајнштајн”. Ова слика је такође коришћена као постер у Британији, у оквиру едукативног програма о дислексији, на којем је постављен низ постера великих научника, мислилаца и уметника, те је вођен разговор о неоснованим тврдњама да су патили од дислексије.

### Спекулације и контроверзе
Постоје спекулације којима се сугерише да је Ајнштајн био слаб студент, спор у учењу, или да је имао неки облик аутизма (као што је високо-функцијски аутизам), Аспергеров синдром, дислексију, или недостатак пажње услед хиперактивности са недостатком пажње (енгл. attention-deficit hyperactivity disorder). Према биографији коју је написао Абрахам Паис (Abraham Pais) (pp. 36, између осталих), све ове спекулације су неосноване. Неки истраживачи периодично су давали другачија тврђења, али већина историчара и доктора су сумњичави по питању ретроспективне медицинске дијагнозе, посебно код комплексних обољења, а у случају АДХД ради се и о контроверзном стању здравља. Испитивања Ајнштајновог мозга након његове смрти нису дала никакав пресудан доказ за било које од ових стања.
Често понављано говоркање да је Ајнштајн у току његовог школовања имао слабу оцену из математике је нетачно. Напротив, Ајнштајн је увек показивао велики таленат из математике. А када је стекао своју матурску диплому имао је највеће могуће оцене (6/6) управо из алгебре, геометрије и физике. Систем оцењивања у Швајцарској, где је „6” најбоља оцена можда је могао изазвати конфузију у поређењу са немачким системом где је „1” најбоља оцена. Када је имао 15 година, међутим, Алберт Ајнштајн је добио слабе оцене из историје, језика и географије.
Што се тиче Ајнштајновог закаснелог развоја говора (ово је само по себи аргумент против спекулација да је имао Аспергеров синдром јер клинички опис овог синдрома не укључује закаснели развој говора), поједини спекулишу да је он имао врсту изборне немости (elective mutism), па је због тога одбијао да говори док није био у стању да саставља комплетне реченице. Мада се ова верзија уклапа са профилом осетљивог перфекционисте (када је Ајнштајн проговорио, он би обично меко „увежбавао” оно што би хтео да каже пре него што би то јасно и гласно и изговорио), то се због нечега повезује са селективном немошћу. Као што је сада познато, то се више не сматра стањем добровољне ћутљивости већ се повезује са појединцима који имају вербалне способности али нису у стању да говоре у одређеним социјалним ситуацијама. Ово се не може применити на Ајнштајна који није могао да говори уопште до времена када је то почео да чини.

### Почасти и признања
Ајнштајн је постхумно примио велики број признања. На пример:
- У 1999. години, он је проглашен за „личност века”. Архивирано из оригинала 21. 02. 2006. г. у анкети Тајм магазина.
- Унеско је 2005. прогласио „Светском годином физике” у част стогодишњице објављивања Ајнштајнових „Annus Mirabilis” научних радова.
- По наруџби Националне академије наука САД, у њеном кампусу у Вашингтону подигнута је монументална бронзана скулптура Алберта Ајнштајна.

Међу многим стварима које су назване по Ајнштајновом имену су:
- јединица која се користи у фотохемији, „Ајнштајн”.
- Хемијски елемент чији је редни број 99 под називом ајнштајнијум.
- Астероид 2001 Ајнштајн.
- Награда Алберт Ајнштајн.
- Алберт Ајнштајн награда за мир.
- Факултет медицине Алберт Ајнштајн на Јешива универзитету (Yeshiva University)[64] отворен 1955.

## Ајнштајнови радови
Ајнштајн је током свог живота објавио преко педесет научних радова. Такође је објавио и неколико радова који се не баве науком, укључујући О ционизму (1930), Зашто рат? (1933, заједно са Сигмундом Фројдом као ко-аутором), Свет како га ја видим (1934), и Изван мојих позних година (1950).
Књига „Путне дневнике Алберта Ајнштајна (Далеки исток, Палестина и Шпанија 1922–1923)” преведена је на српски језик.